# كرزيستوف جوتكو
كرزيستوف جوتكو (بالإنجليزية: Krzysztof Jotko؛ مواليد 19 أغسطس 1989) هو مُقاتل فنون قتالية مختلطة بولندي.

## وصلات خارجية
- كرزيستوف جوتكو على موقع يو إف سي (الإنجليزية)
- كرزيستوف جوتكو على موقع شيردوغ (الإنجليزية)
- كرزيستوف جوتكو على موقع Tapology.com (الإنجليزية)
- كرزيستوف جوتكو على موقع IMDb (الإنجليزية)